# Műhold

A GPS műholdak keringésének animációja

A bolygók körül keringő mesterséges égitesteket műholdaknak vagy szatelliteknek nevezzük. Az első világűrbe indított űreszköz, a Szputnyik–1 a Föld műholdja volt. 1957 óta több ezer műhold állt pályára a Föld körül, de a Naprendszerben már más bolygók és holdak körül is keringenek műholdak. A műholdak az energiát általában a Napból nyerik, napelemek segítségével.

## Történet
1945-ben Arthur C. Clarke angol író volt az első, aki felvetette mesterséges távközlési műholdak indítását. Három geostacionárius pályára állított műhold az egész bolygót lefedte volna. 1946-tól az amerikai kutatók a második világháború során megszerzett német V–2 rakétákkal és Aerobee rakétákkal végeztek felsőlégköri méréseket. Azelőtt az ionoszféra kutatására rádióhullámokat és 30 km magasságig eljutó ballonokat használtak. A rakétás kutatások során 200 km-ig mérték a légköri nyomást, sűrűséget és hőmérsékletet. Az első műhold a Szputnyik–1 volt, amelyet a Szovjetunió indított 1957. október 4-én. Az eddigi legnagyobb, Föld körül keringő műhold a Nemzetközi Űrállomás.

## Elnevezések
A műholdra helytelenül használt szó a műbolygó vagy mesterséges bolygó. A bolygók a Nap körül keringenek, ellenben a holdak, akár természetesek, akár mesterségesek, egy bolygó körül.
A műholdra vagy mesterséges holdra újságírók más szavakat is használnak. Az orosz szputnyik (спутник) szó eredeti jelentése útitárs, de ezt a nevet adták az első szovjet műholdaknak is, így egy időben nálunk is használatban volt. A 'mesterséges hold' jelentésű orosz kifejezésben ma is ezt használják.
Hasonló az értelme a gyakran látott szatellit vagy szatellita szónak is. A latin satelles jelentése 'testőr, kísérő, csatlós', a szatellita ennek egy kicsinyítőképzős változata.
Érdekesség a műholdakra használt másik német szó: a trabant. Ennek a jelentése szintén 'csatlós', a már elavult magyar darabont szó is ebből ered. Az érdekessége az, hogy a Trabant nevet a szocialista országokban egy fogalommá vált kisautó neveként ismerjük, amit még csak fokoz, hogy az NDK-ban az autónak ezt a nevet az első szovjet műhold felbocsátásának tiszteletére (1957) adták.

## Műholdak típusai
- Csillagászati műholdak: csillagászati méréseket végző műholdak.
- Távközlési műholdak: rádió és mikrohullámú frekvenciát használva kommunikációs feladatokat látnak el. A legtöbb távközlési hold geoszinkron vagy közel-geostacionárius pályát használ, de vannak alacsony pályán is.
- Földfigyelő vagy távérzékelő műholdak: a Földet figyelik a világűrből a felderítő műholdakhoz hasonlóan de nem katonai célokra. Környezeti, térképezési vagy meteorológiai feladatokat látnak el.
- Navigációs műholdak: rádiójeleket használnak egy felszíni jelvevő berendezés pontos helyzetének a meghatározására.
- Felderítő műholdak: katonai vagy kémkedési célokat szolgáló földfigyelő vagy távközlési műholdak. Keveset tudunk a teljesítményeikről, a működtető kormányzatok legtöbbször titokban tartják az ezekről szóló információkat.
- Meteorológiai műholdak: a földi időjárást és/vagy éghajlatot figyelő műholdak.
- Bioműholdak: élőlényeket visznek magukkal kísérletek céljából.
- Geodéziai műhold: ezen műholdak két frekvencián jeleket sugároznak, melyeket speciális geodéziai GPS vevők venni tudnak, és segítségükkel akár 1–2 cm pontosságú helymeghatározásra képesek.

A kis műholdak tömegük szerint lehetnek:
- Miniműholdak 500–1000 kg között
- Mikroműholdak 100 kg alatt
- Nanoműholdak 10 kg alatt
- Pikoműholdak 1 kg alatt

## Pályatípusok

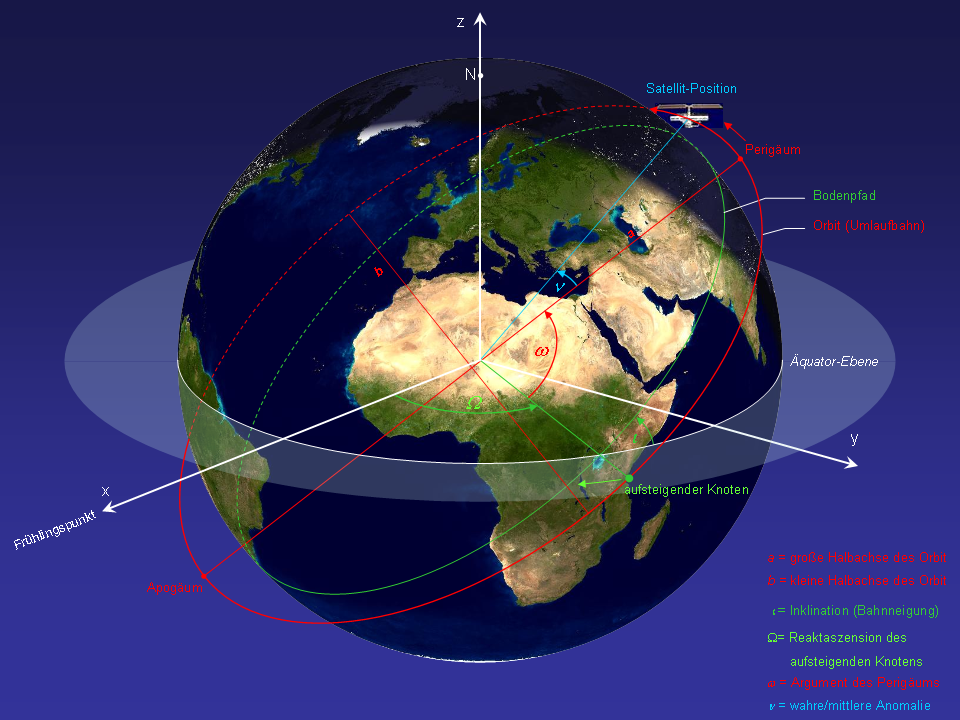
A műholdak pályaelemei

- alacsony Föld körüli pálya (LEO, Low Earth Orbit) a Föld felszínétől 200–2000 km-re.
- közepes magasságú Föld körüli pálya (ICO vagy MEO, Medium Earth Orbit) a felszíntől 2000–35 786 km-re.
- geoszinkron pálya (GEO, Geosynchronous Orbit) a felszíntől 35 786 km-re.
- geostacionárius pálya (GSO, Geostationary Orbit) nulla inklinációs geoszinkron pálya.
- magas Föld körüli pálya (HEO, High Earth Orbit) 35 786 km felett.
- Molnyija-pálya: elnyúlt pálya magas apogeummal.
- helioszinkron vagy napszinkron pálya.
- poláris pálya: a sarkok felett elhaladó pálya.
- holdi átmeneti pálya (LTO, Lunar Transfer Orbit): a Holdhoz vezető Föld körüli pálya.
- Hohmann-pálya: a Nap körül keringő objektumok között vezető olyan pálya, ami minimális üzemanyag-felhasználást igényel.
- szuperszinkron pálya: GEO feletti pálya nyugat felé sodródással.
- szubszinkron pálya: GEO alatti pálya kelet felé sodródással.
- a műholdak keringhetnek librációs pontok körül is.

## Saját műholddal rendelkező országok

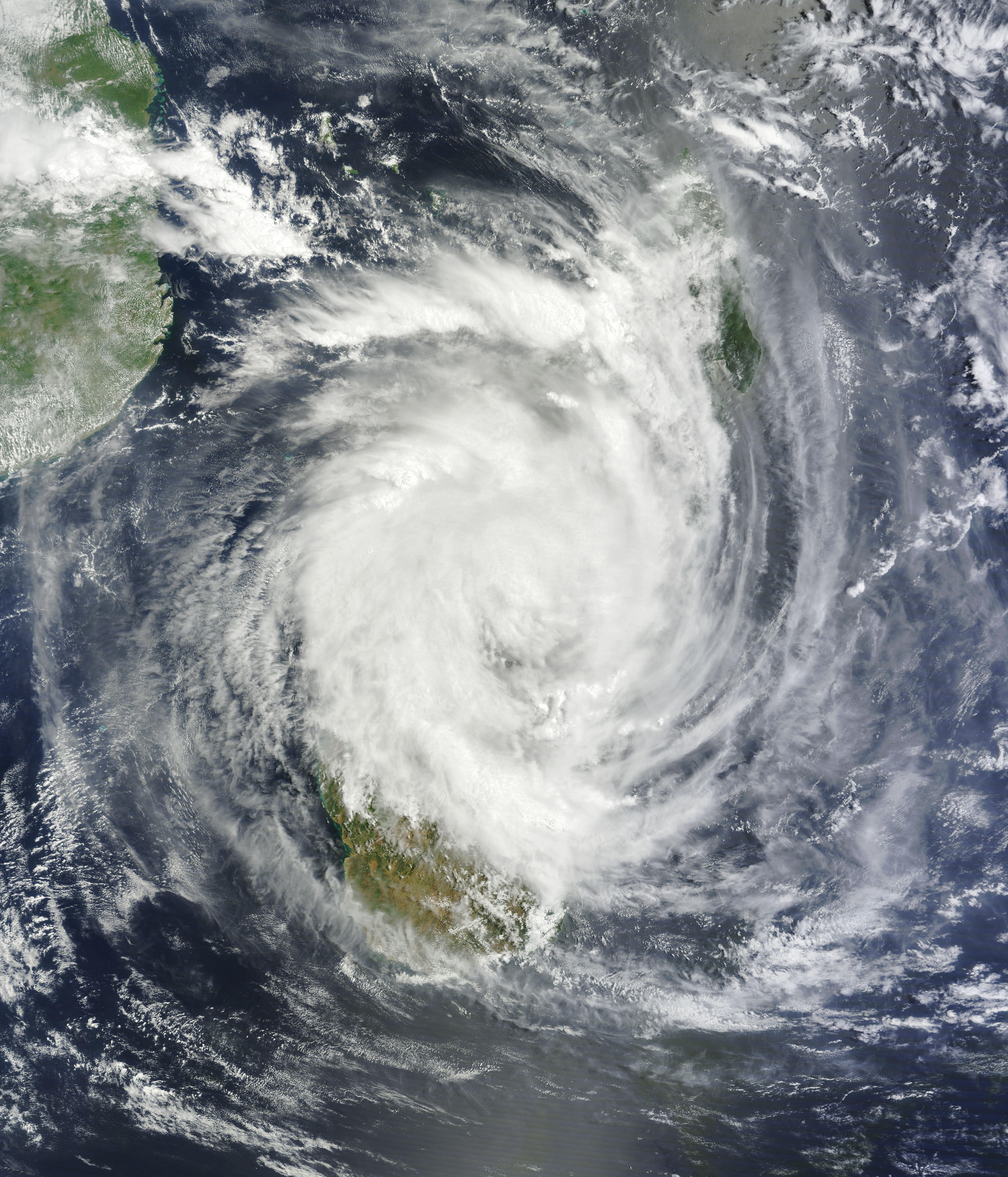
Műholdkép a Giovanna ciklonról Madagaszkár felett (2012. február 14.)

Az országok listája az első felbocsátott műhold indításának éve szerint. Csillaggal jelölve a saját felbocsátás.
| Ország                                      | Felbocsátás éve | Első műhold neve             | Megjegyzés |
| ------------------------------------------- | --------------- | ---------------------------- | ---------- |
| Szovjetunió*                                | 1957            | Szputnyik–1*                 |            |
| Amerikai Egyesült Államok*                  | 1958            | Explorer–1*                  |            |
| Egyesült Királyság*                         | 1962            | Ariel–1                      |            |
| Kanada                                      | 1962            | Alouette–1                   |            |
| Olaszország                                 | 1964            | San Marco–1                  |            |
| Franciaország*                              | 1965            | Astérix*                     |            |
| Ausztrália                                  | 1967            | Wresat–1                     |            |
| NSZK ( Németország)                         | 1969            | Azur–1                       |            |
| Japán*                                      | 1970            | Ószumi*                      |            |
| Kína*                                       | 1970            | Dong Fang Hong*              |            |
| Hollandia                                   | 1974            | ANS–1                        |            |
| Spanyolország                               | 1974            | Intasat                      |            |
| India*                                      | 1975            | Árjabhata                    |            |
| Indonézia                                   | 1976            | Palapa–A1                    |            |
| Csehszlovákia                               | 1978            | Magion–1                     |            |
| Bulgária                                    | 1981            | Bulgaria 1300                |            |
| Brazília                                    | 1985            | Brasilsat–A1                 |            |
| Mexikó                                      | 1985            | Morelos 1                    |            |
| Svédország                                  | 1986            | Viking                       |            |
| Izrael*                                     | 1988            | Ofeq–1*                      |            |
| Luxemburg                                   | 1988            | Astra–1A                     |            |
| Argentína                                   | 1990            | Lusat–1                      |            |
| Pakisztán                                   | 1990            | Badr–A                       |            |
| Oroszország                                 | 1992            | Koszmosz–2175                |            |
| Dél-Korea                                   | 1992            | Kitsat–1                     |            |
| Portugália                                  | 1993            | PoSAT–1                      |            |
| Thaiföld                                    | 1993            | Thaicom–1                    |            |
| Törökország                                 | 1994            | Türksat–1B                   |            |
| Ukrajna                                     | 1995            | Szics–1                      |            |
| Chile                                       | 1995            | FASat–A                      |            |
| Malajzia                                    | 1996            | Measat–1                     |            |
| Norvégia                                    | 1997            | Thor–2                       |            |
| Fülöp-szigetek                              | 1997            | Mabuhay–1                    |            |
| Egyiptom                                    | 1998            | Nilesat–101                  |            |
| Kínai Köztársaság · ( Szingapúrral közösen) | 1998            | ST-1                         |            |
| Dánia                                       | 1999            | Ørsted                       |            |
| Dél-afrikai Köztársaság                     | 1999            | Sunsat                       |            |
| Szaúd-Arábia                                | 2000            | Saudisat–1A                  |            |
| Egyesült Arab Emírségek                     | 2000            | Thuraya–1                    |            |
| Belgium                                     | 2001            | PROBA–1                      |            |
| Marokkó                                     | 2001            | Maroc–Tubsat                 |            |
| Algéria                                     | 2002            | AlSat–1                      |            |
| Görögország                                 | 2003            | Hellas–Sat 2                 |            |
| Nigéria                                     | 2003            | NigeriaSat–1                 |            |
| Csehország                                  | 2003            | MIMOSA                       |            |
| Irán*                                       | 2005            | Sina–1                       |            |
| Kazahsztán                                  | 2006            | KazSat–1                     |            |
| Kolumbia                                    | 2007            | Libertad–1                   |            |
| Vietnám                                     | 2008            | Vinasat–1                    |            |
| Venezuela                                   | 2008            | Venesat–1                    |            |
| Svájc                                       | 2009            | SwissCube–1                  |            |
| Lengyelország                               | 2012            | PW-SAT                       |            |
| Magyarország                                | 2012            | Masat–1                      |            |
| Románia                                     | 2012            | Goliat                       |            |
| Fehéroroszország                            | 2012            | BelKA–2                      |            |
| Észak-Korea*                                | 2012            | Kwangmyŏngsŏng-3 Unit 2*     |            |
| Azerbajdzsán                                | 2013            | Azerspace–1                  |            |
| Ausztria                                    | 2013            | TUGSAT-1/UniBRITE-1          |            |
| Ecuador                                     | 2013            | NEE–01 Pegaso                |            |
| Észtország                                  | 2013            | ESTCube–1                    |            |
| Peru                                        | 2013            | PUCP–Sat 1                   |            |
| Bolívia                                     | 2013            | Túpac Katari 1               |            |
| Litvánia                                    | 2014            | LitSat–1/Lituanica SAT-1     |            |
| Irak                                        | 2014            | Tigrisat                     |            |
| Uruguay                                     | 2014            | ANTELSAT                     |            |
| Türkmenisztán                               | 2015            | TürkmenÄlem 52°E / MonacoSAT |            |
| Laosz                                       | 2015            | Laosat–1                     |            |
| Finnország                                  | 2017            | Aalto–2                      |            |
| Banglades                                   | 2017            | BRAC ONNESHA                 |            |
| Ghána                                       | 2017            | GhanaSat–1                   |            |
| Mongólia                                    | 2017            | Mazaalai                     |            |
| Lettország                                  | 2017            | Venta 1                      |            |
| Szlovákia                                   | 2017            | skCUBE                       |            |
| Angola                                      | 2017            | AngoSat 1                    |            |
| Új-Zéland                                   | 2018            | Humanity Star                |            |
| Costa Rica                                  | 2018            | Proyecto Irazú               |            |
| Kenya                                       | 2018            | 1KUNS–PF                     |            |
| Bhután                                      | 2018            | Bhutan 1                     |            |

### Magyar műhold
Magyarország is tervezett saját távközlési műholdat, a Magyarsat indítását, de a programot pénzhiány miatt törölték. 2007 végén a Budapesti Műszaki és Gazdaságtudományi Egyetem Űrkutató Diákköre kezdett egy körülbelül 1 kilogrammos pikoműhold, a Masat–1 építésébe.
Az ESA szponzorálta a magyar, román és lengyel technológiai műholdak építését, 2012. február 13-i pályára állítását.
- Olaszország LARES 2012; (LAser RElativity Satellite) 2012; amely hordozta pályára állításkor az ALMASAT mikro- és hét piko-, ill. nanoszatelitet
- Olaszország ALMASat-1 (Alma Mater Satellite) 2012;

1. Olaszország e-st@r 2012;
2. Olaszország UniCubeSat GG 2012,
3. Magyarország Masat–1 (2012); (piko),
4. Románia Goliat (2012); (nano),
5. Lengyelország PW-SAT 2012;
6. Spanyolország Xatcobeo 2012;
7. Franciaország ROBUSTA 2012;

## Műholdakkal rendelkező égitestek
(zárójelben az első műhold, az indító ország és az indítás éve)
- Föld (Szputnyik–1, Szovjetunió, 1957);
- Hold (Luna–10, Szovjetunió, 1966);
- Mars (Mariner–9, USA, 1971);
- Vénusz (Venyera–9, Szovjetunió, 1975);
- Jupiter (Galileo, USA, 1989);
- Eros kisbolygó (NEAR Shoemaker, USA, 1996);
- Szaturnusz (Cassini, USA, 1997);
- Merkúr (MESSENGER, USA, 2004);
- Csurjumov–Geraszimenko üstökös (Rosetta, Európa, 2004);
- Bennu (OSIRIS-REx, 2019);

úton van:
- Ceresz (Dawn, USA, 2006) (ideiglenesen);
- Vesta kisbolygó (Dawn, USA, 2006) (ideiglenesen);

tervezett:
- Europa hold (Jupiter Europa Orbiter, USA, 2008);
- Neptunusz (Neptune Orbiter, USA, 2017);